# ماريان ايفان
ماريان ايفان (بالرومانية: Marian Ivan)‏ (مواليد 1 يونيو 1969) هو لاعب كرة قدم. يلعب مع منتخب رومانيا لكرة القدم. سبق له أن لعب في كأس العالم لكرة القدم مع منتخب بلاده.

## روابط خارجية
- ماريان ايفان على موقع الاتحاد الدولي (مؤرشف)  (الإنجليزية)
- ماريان ايفان على موقع قاعدة بيانات كرة القدم.إي يو (الإنجليزية)
- ماريان ايفان على موقع ناشيونال فوتبول تيمز (الإنجليزية)
- ماريان ايفان على موقع عالم كرة القدم.نت (الإنجليزية)